# 古吉打
古吉打王國或老吉打王朝(Kedah Tua)是位於馬來半島著名的早期王國之一。它在古代印度文獻也被稱為逝陀訶或羯荼訶(Kataha, Kalagam, Kadaram, Kedaram, Kidaram和Kalagram)；暹羅人稱為Sa；阿拉伯人則稱為Kalah或Kalah Bar。根據唐代高僧義淨的《大唐西域求法高僧傳》，也稱為羯荼(Cheh-Cha/ Chieh-Cha/ Kaccha)。
5世紀成立的古老王國。早期，雙溪馬士（Sungai Mas）是一個重要的港口，後來轉移到穆達河畔的布章谷(Lembah Bujang)。古吉打受佛教影響，隨後受印度教影響，位於布章谷的寺廟可以證明。布章谷是整個馬來西亞最豐富的考古遺址。
日萊峰(Gunung Jerai)有領港員引導貿易商停靠布章谷的雙溪馬士港口。古吉打的港口成了來自沙特阿拉伯、印度、斯里蘭卡、波斯和歐洲的水手和商人前往東方前的貨物集散、轉運和修船之地。它也成為了商業中心，當地居民生產各種物產，如錫、金、大米、胡椒、象牙、樹脂、柳條、角等。雖然它是一個沿海王國，可是在平坦的低地地區所生產的大米也很著名。
蘇丹Al-Mutawakil（847-861）在位期間是古吉打王國的黃金時代。事實證明蘇丹Al-Mutawakil的時期發現了銀，那時從印度輸入珍珠和從中東輸入玻璃器皿。

## 外部連結
- The Geopolitical Situation
- Seafaring of India.（页面存档备份，存于）
- The Development of Kedah's Early History Based on Archeological Finds
- 嘻嘻外的涩加辣笔记：中一歷史第八課：馬來半島各州的王國 （页面存档备份，存于）